# Bugatti ID 90
Bugatti ID90 foi um protótipo superesportivo projetado pela Bugatti. É equipado com motor V12 3.5L 60V, com quatro turbo-compressores, cuja potência máxima não foi divulgada. A velocidade máxima é de 280 km/h e a aceleração de 0–100 km/h também não foi divulgada. O design do veículo não fascinou o então presidente da Bugatti, e o projeto foi rejeitado. O autor do projeto foi Giorgetto Giugiaro.